# Дипломатичний протокол

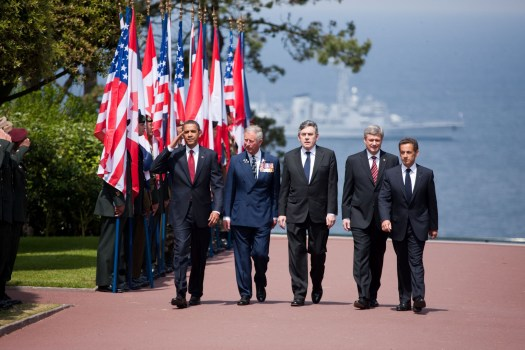

Дипломати́чний протоко́л — це сукупність загальноприйнятих правил, традицій і умовностей, які дотримуються урядами, відомствами закордонних справ, дипломатичними представництвами, офіційними особами і дипломатами, народними дипломатами при виконанні своїх функцій в міжнародному спілкуванні та державі. Слово протокол походить від грецького «protokollon» («protos» — перший, а «kolla»— клеїти), тобто, дослівно — правила оформлення документів. Пізніше це слово тривко увійшло в дипломатичну практику і крім оформлення документів цією назвою стали означати всі питання етикету і церемоніалу.
Автори книги «Дипломатична церемонія і протокол» Джон Вуд і Жан Серре відзначають, що «в цілому протокол — це сукупність правил поведінки урядів та їх представників офіційних і неофіційних».

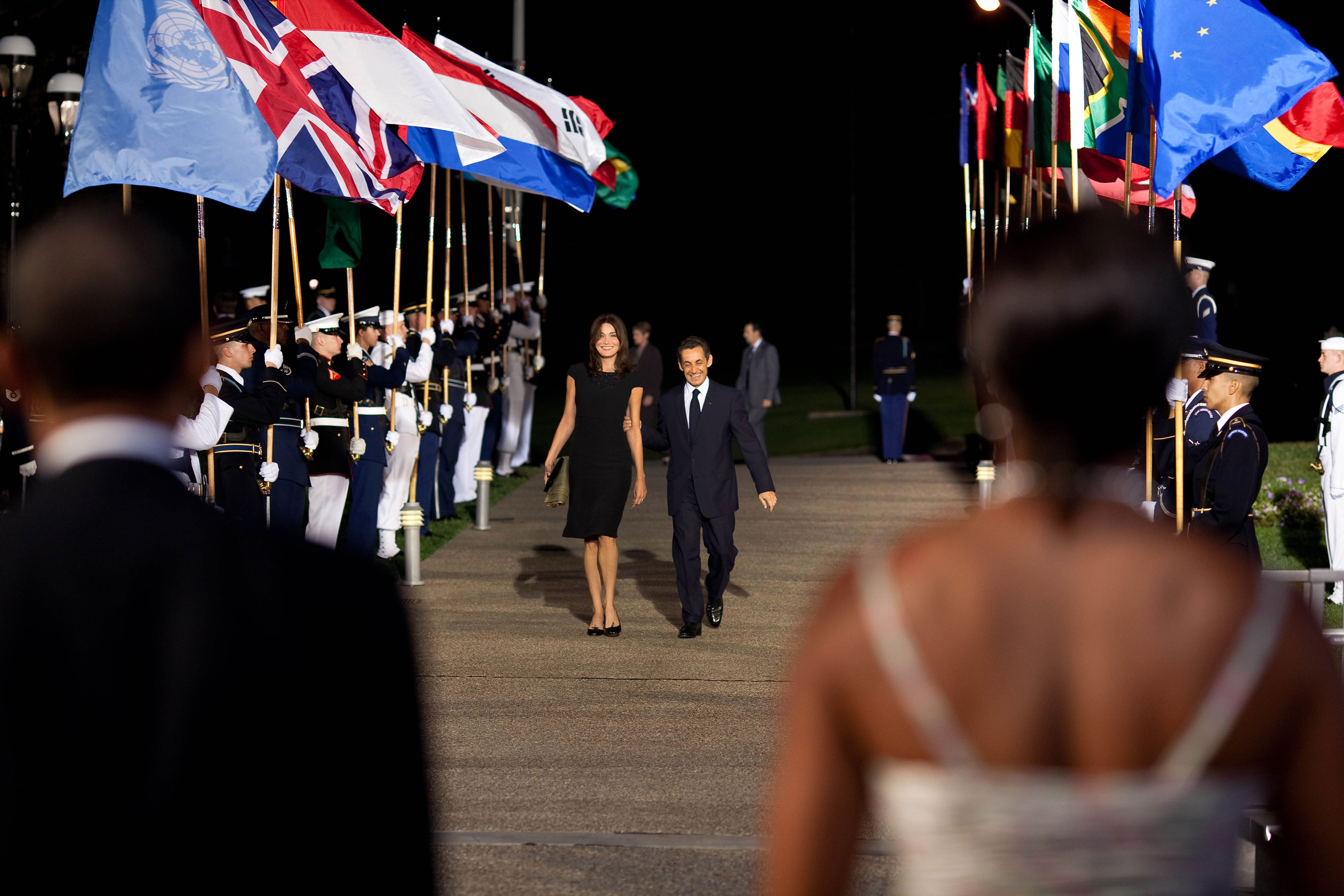

Правила дипломатичного протоколу ґрунтуються на принципі міжнародної ввічливості, тобто поваги до всього, що символізує чи представляє державу. Норми дипломатичного протоколу складалися протягом тисячоліть і ввібрали в себе ті умовності і традиції, які відповідали інтересам встановлення і підтримання міждержавного та внутрішнього державного спілкування . Окремі норми дипломатичного протоколу мають особливо парадний характер і називаються церемоніалом: наприклад, церемоніал вручення вірчих грамот, церемоніал зустрічі і проводів офіційної делегації, церемоніал підписання міжнародних договорів тощо .
Дипломатичний протокол має міжнародний та внутрішній характер і у всіх країнах дотримується приблизно однаково, хоча в деяких з них можуть мати місце свої невеликі відхилення, які випливають із соціального ладу, національних і релігійних звичаїв. В Індії та Індонезії, наприклад, почесного гостя увінчують вінком (гірляндою) квітів. На Індонезійському острові Балі кожен гість, що прибуває на цю землю, проходить релігійний церемоніал вигнання «злих духів».

## Історія дипломатичного протоколу

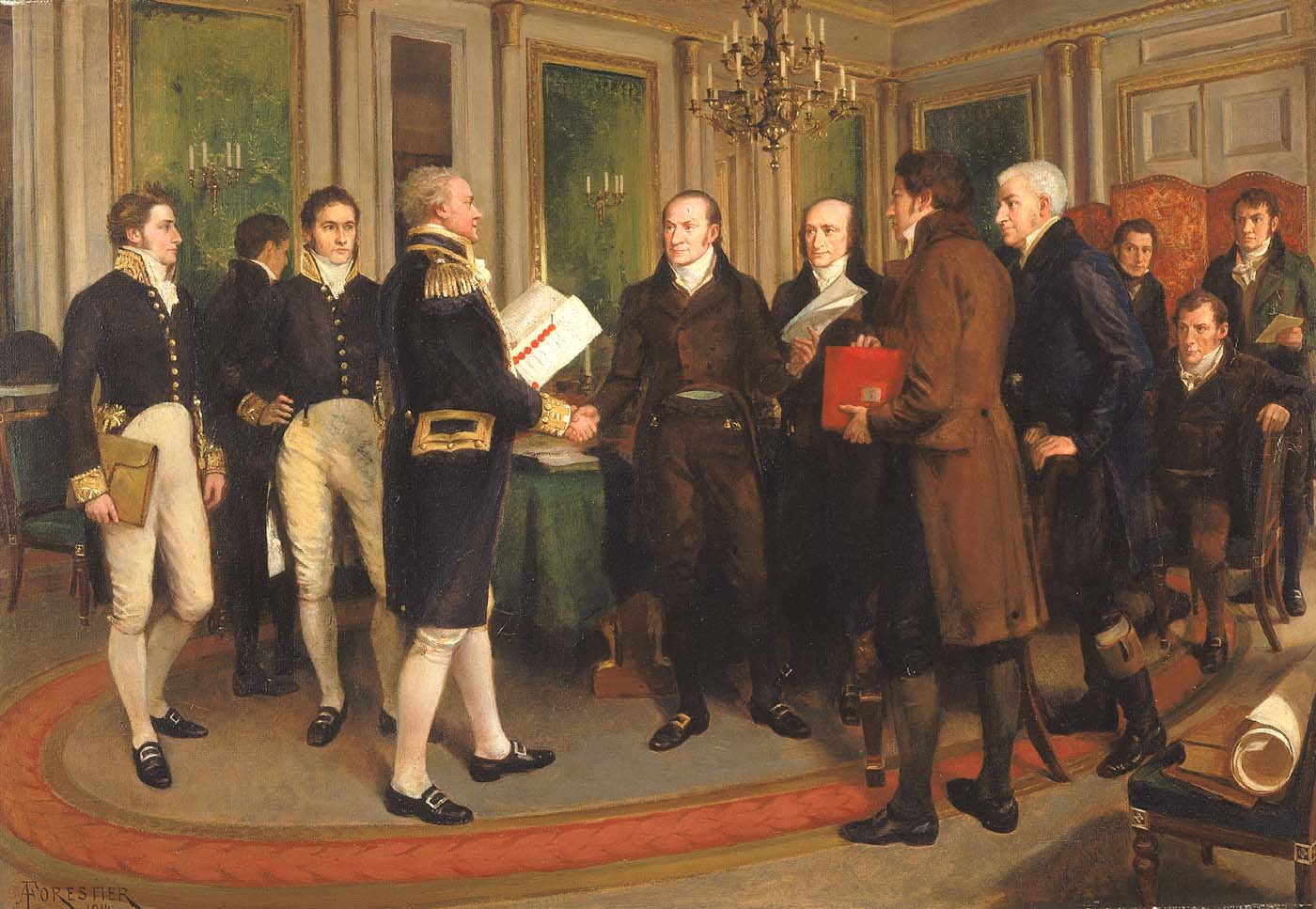
Дипломати під час підписання договору в Генті (1812).

В історії людства, аж до початку нового часу, тобто до XIX ст., питанням церемоніалу надавалося велике значення (приїзд посла, його одяг, транспорт тощо). Ось як описує Жюль Камбон в'їзд у Лондон в 1661 р. шведського посла, під час якого «слуги іспанського посла графа Ваттевіля посварилися з лакеями французького посла графа д'Естрада, перерізали посторонки в його колясці; були пущені в дію шпаги, і багато французів, іспанців і англійців було вбито на місці. Треба дякувати богу, що тепер немає таких битв…».
Часто в'їзди послів обставлялися з надзвичайною пишнотою, як, наприклад, в'їзд польського посла Яна Глінського в Стамбул (XVII ст.). Процесія розтягнулась через все місто, її відкривали 37 возів з особистим багажем посла, потім їхали 4 чудові карети з посольським оточенням, 40 польських шляхтичів в одязі з рожевого шовку, розшитого сріблом, йшли за загоном яничарів. За ними вели 28 коней в яскраво-пурпурових попонах, потім йшли 4 трубачі, 12 пажів у вишитому золотом одязі, лицарі і виблискуючі золотом гусари. Одяг посла був обсипаний діамантами. Його оточували 12 гайдуків в шапках з султанами із пір'я павичів. Підкови коней посла були з чистого срібла і заледве тримались на двох ухналях, щоб під час церемонії навмисне могли загубитися, а присутні їх знайшли і дивувались з неймовірного багатства.
Московські царі під час церемонії прийому іноземних послів ледве тримались на ногах під вагою кількапудових царських шат. Але все це залишилось в минулому, хоча сам протокол продовжував існувати і отримав чіткі форми у спеціальних постановах Віденського (Віденський регламент, березень 1815 р.) та Аахенського (листопад 1818 р.) конгресів. Цими двома документами дипломати держав всього світу керувались протягом майже 150 років аж доки у квітні 1961 р. не була прийнята Віденська конвенція про дипломатичні відносини, що визначила дипломатичний протокол як процедуру визнання держав і встановлення дипломатичних відносин, призначення глав дипломатичних представництв, їх акредитацію та початок діяльності.

## Дипломатичний прийом
Дипломатичний протокол кожного диппредставництва включає в себе, насамперед, організацію прийомів. Багато зусиль з боку співробітників диппредставництва потребує протокольне забезпечення офіційних візитів найвищих осіб держави — від зустрічі до проводів. При цьому завжди слід пам'ятати, що будь-який прийом має велике політичне значення як для господарів-організаторів, так і для присутніх на ньому, а особливо під час візитів високих офіційних осіб.
Традиція прийомів має глибоке коріння. Так звані князівські і королівські (царські) учти відомі з глибокої давнини, і тривали вони інколи по кілька днів. Ще Великий князь Київський Володимир Всеволодович Мономах у заповіті-повчанні своїм дітям писав: «…шануйте гостя, звідки б вам він не прийшов; якщо не можете вшанувати його подарунком, — то їжею і питтям».
Прийоми поділяють на денні і вечірні. До денних прийомів належать «келих шампанського», «келих вина», сніданки. Прийоми такого типу набувають все більшого поширення, оскільки це вимагає менших затрат часу на їх організацію і проведення.

### Келих шампанського
«Келих шампанського» зазвичай розпочинається о 12:00 і триває годину. Приводом до його проведення може бути річниця національного свята, перебування в країні офіційної делегації, від'їзд посла, відкриття виставки, фестивалю тощо. На таких прийомах крім шампанського гостям можуть запропонувати вино, соки, мінеральну воду. Подача закусок необов'язкова, але якщо вони і подаються, то тільки у вигляді канапок. Закуски і напої розносять офіціанти. За такою самою схемою проходить і трапеза штибу «келих вина».

### Сніданки
Сніданки — дуже поширена форма дипломатичних прийомів, і влаштовуються з нагоди приїзду та від'їзду посла, річниць укладення договорів чи інших ювілейних дат, на честь високих іноземних гостей, для підтримки контактів з колегами-дипломатами.
Сніданок, як правило, розпочинається між 12 і 15 годинами, а найчастіше — в 12:30 або о 13:00 і триває 1,5—2 години з розміщенням гостей за столом. Меню може складатися з урахуванням традицій національної кухні і включає одну-дві холодні закуски, одну рибну або м'ясну страву і десерт. Перед сніданком гостям пропонуються соки, під час сніданку сухі виноградні вина, після сніданку — шампанське, кава, чай. Сніданок складається ніби з двох частин: годину — за столом, а потім півгодини за кавою або чаєм (за тим же столом, або в іншому приміщенні). На сніданок гості приходять у повсякденному одязі, якщо інакше не обумовлюється напередодні.

### Вечірні прийоми
У міжнародній дипломатичній практиці більш престижними вважаються вечірні прийоми. До них належать коктейлі і прийоми а ля фуршет. Коктейлі розпочинаються між 17 і 18 годинами і тривають протягом двох годин. Офіціанти розносять напої і холодні закуски. Можуть подаватися і гарячі страви. Часто влаштовується буфет, де охочі замовляють напої на свій смак.
Прийом «а ля фуршет» проводиться подібно до «коктейлі». Під час цього заходу можуть накриватися столи з холодними й гарячими закусками, і гості самі підходять до них. Підкреслюючи особливу урочистість прийому, коктейлі і фуршети проводять стоячи. Наприкінці може подаватись морозиво, кава, фрукти. Під час таких заходів, особливо, якщо вони проводяться з нагоди національного свята або на честь високого гостя, може організовуватися концерт за участю вітчизняних артистів. Урочистість заходу може підкреслювати певна форма одягу.

### Обід
Найвищою формою дипломатичних заходів вважають обід і вечерю.
Обід, як правило, розпочинається о 20:00, але не пізніше 21 години, і проводиться з розміщенням гостей за столами. Меню обіду — дві-три холодні закуски, перша страва, гаряча рибна або гаряча м'ясна страва, десерт. Подають міцні алкогольні напої (горілку), сухі виноградні вина. Обід триває дві-три години, після чого гості переходять до іншого приміщення, де їм пропонують коньяк, каву, чай. Під час обіду часто передбачається спеціальна форма одягу (фрак, смокінг, вечірня сукня).

### Вечеря
Вечеря — прийом, подібний до обіду, але розпочинається він після 21 години. Інколи, особливо під час візиту глави держави або іншої високоповажної особи, для гостей влаштовується коктейль (уже не з метою подання нових закусок, а скоріше задля забезпечення можливості провести бесіду, розмову).
Під час таких заходів як концерти, перегляди фільмів практикується менш урочисті прийоми — обід-буфет, коли гості розміщуються довільно і самі вибирають собі закуски і напої на спеціально накритих столах.
До вечірніх прийомів належать і прийоми «чай», які зазвичай проводять дружини послів. Для цього накриваються один або кілька столів (в залежності від кількості учасників), подаються канапки, десерт, напої.
Можуть бути також музичні, літературні, танцювальні дипломатичні прийоми, під час спортивних змагань тощо.

## Правила дипломатичних заходів
До кожного заходу необхідно уважно готуватися, враховуючи його мету і місце проведення. Для цього заздалегідь складаються списки запрошених, своєчасно надсилаються запрошення (як правило, за 10—12 днів до заходу), складається меню і план розсадки, якщо йдеться про сніданок, обід або вечерю.
Найкраще влаштовувати прийоми в диппредставництві або в резиденції посла, але це не завжди можливо, тому нерідко доводиться орендувати приміщення спеціальних залів прийомів або ресторанів з якісною кухнею і високою культурою обслуговування. Для забезпечення прийомів у диппредставництві можуть також запрошуватись професійні офіціанти.
Дуже уважно треба підходити до дати проведення заходу. Виключаються святкові й неробочі дні. В ісламських країнах під час Рамадану дипломатичні зустрічі не проводять. Ці заходи недоречні і в дні національної жалоби.
Велике значення має складання списків запрошених, бо, як правило, охочих або й тих, кого справді треба було б запросити, завжди виявляється більше, ніж дозволяють можливості. Але, в будь-якому разі, на великі прийоми з нагоди національних свят обов'язково запрошуються керівники держави, представники відомств і громадських організацій, діячі культури і науки, журналісти, релігійні лідери, колеги з дипломатичного корпусу. Треба бути дуже уважним при запрошенні представників опозиційних партій, особливо тих, які не популярні в країні перебування.
При складанні кошторису прийому завжди треба враховувати і «відсоток відсіву» — тобто тих осіб, які, можливо, не зможуть взяти участі у заході. «Відсоток відсіву» значною мірою залежить як від ставлення до держави взагалі, так і від авторитету посольства в конкретній країні.
Сучасна міжнародна протокольна практика свідчить про тенденцію до організації скромних прийомів, які б виключали елементи непотрібної пишності, надмірної кількості спиртного або дорогих страв. Бажано, щоб в меню прийомів враховувалися як національний колорит своєї країни, так і національні та релігійні особливості країни перебування. Вкрай некоректно пропонувати в ісламських країнах вироби з свинини.
Велике значення має підбір посуду, особливо національного виробництва. Особливого затишку надають квіти, бажано робити композиції з поєднанням національних кольорів своєї країни і країни перебування. В орендованих залах, як правило, виставляють прапори обох країн, а також, якщо це необхідно, — портрети президентів.
Запрошення на прийом виготовляються друкарським способом, а заповнюються лише від руки красивим почерком. Запрошення розсилаються посильними і кур'єрами, і лише в окремих випадках — поштою.
На запрошенні на прийом з розсадкою, як правило, в правій нижній частині ставляться літери RSVP (фр. répondez, s'il vous plaît — «прохання відповісти»). На такі запрошення треба давати негайну відповідь, бо затримка з нею — це свідчення неповаги. Відповіді можуть бути письмовими і телефонними. В деяких країнах існує практика давати обов'язкову письмову відповідь на запрошення на прийом глави держави. Ось зразок такої відповіді:
«Надзвичайний і Повноважний Посол України і пані (ім'я і прізвище дружини Посла) мають честь підтвердити отримання люб'язного запрошення пана Президента і пані (ім'я та прізвище дружини Президента) на сніданок (обід, вечерю) у вівторок, 15 квітня, о 18 годині, яке вони із задоволенням приймають».
Зразок відповіді-відмови:
«Надзвичайний і Повноважний Посол України і пані (ім'я і прізвище дружини Посла) у зв'язку з від'їздом у найближчі дні до України, на жаль, не зможуть прийняти люб'язне запрошення пана Міністра та його дружини на обід в п'ятницю 11 липня цього року».

### Розсадка гостей
Важливе значення має розсадка гостей за столом. Треба завжди пам'ятати, що місця за столом поділяються на більш і менш почесні. Найпочесніші місця — праворуч від господині (за відсутності господині — праворуч від господаря). Потім ідуть місця зліва від господині та господаря і т. д. На прийомі, де присутні лише чоловіки, головному гостю, як правило, пропонують місце за столом навпроти господаря. Головне при розсадці — на найпочесніших місцях повинні сидіти найпочесніші гості, бо неврахування цього може розцінюватись як навмисне ігнорування гостя і нанесення образи престижу держави, яку він представляє.
Для розсадки за столом готуються спеціальні розсадочні картки — невеликі прямокутні картки з твердого паперу, де від руки або друкарським способом зазначені прізвища учасників прийому (англійською мовою, або мовою країни гостя — для гостей, і своєю мовою — для співвітчизників).
Перед прийомом гості знайомляться з планом розсадки, який виставляється на окремому столику, або отримують картки з зазначенням відведеного місця.

### Початок прийому
Прийом, як і театр, починається з гардеробу. Тому треба продумати, де будуть паркуватися автомобілі гостей, де буде влаштовано вішалки для одягу, хто буде зустрічати і супроводжувати гостей до зали.
Ввійшовши у залу прийому, гості чекають на господарів і лише після запрошення господині (господаря) сідають за стіл. Чоловіки допомагають дамам сісти. Офіціанти розносять страви, починаючи з головного гостя і закінчуючи господарями прийому. Розпочинає трапезу господиня (господар).
Тости господаря і головного гостя, як правило, виголошуються на початку прийому (сніданку, обіду, вечері), хоча часто це робиться і в кінці прийому. Тексти тостів готуються заздалегідь.
Головне під час прийому — увага до гостей, особливо до жінок, уміння зав'язати цікаву бесіду, уникаючи при цьому будь-яких суперечок. Треба завжди пам'ятати, що за рівнем організації прийомів і манерами дипломатів часто оцінюють країну, яку вони представляють.
Перша правило дипломата — точність. Треба своєчасно з'явитись на прийом і своєчасно його залишити, як цього вимагають правила ввічливості. Тому поява на прийомі перед його завершенням — це ознака неввічливості. Буде більш виправданим своєчасно прийти на прийом і, у разі необхідності, залишити його через 15— 20 хвилин, вибачившись перед господарями. Залишення прийому без попередження може розцінюватися господарями як недружня демонстрація.
Звичайно, про жодне запізнення не може бути і мови, коли йдеться про прийом з розсадкою. Протягом 5—7 хвилин гості прибувають і розмішуються за столом, але часто пропонується кількахвилинний аперитив, під час якого гості вітаються і ведуть короткі вступні бесіди.
На прийом першими з'являються нижчі за рангом гості, потім вищі, а розходяться у зворотному порядку, як правило поступово, таким чином, щоб на момент закінчення прийому з господинею і господарем попрощалися останні з них. Затримуватись на прийомах некоректно. Вітатися на прийомах за руку слід лише з господинею і господарем, а іншим присутнім можна просто вклонитися.

### Форма одягу
На знак особливої уваги до гостей в запрошеннях може вказуватися форма одягу: фрак (White tie), смокінг (Black tie), темний костюм, вечірня сукня. На прийом гості можуть з'являтися і в святковому національному одязі, що характерно для гостей з Азії та Африки, скандинавських країн.
Зовнішній вигляд і манери гостя, його вміння поводити себе за столом чи на фуршетному прийомі, ініціювати і підтримувати цікаві бесіди — надзвичайно важливі елементи етикету і їх в жодному разі не можна ігнорувати.
Етикет (фр. etiquette — «ярлик», «етикетка») — це сукупність правил поведінки, включаючи манери, одяг, форму привітань і звертань, або все те, що пов'язане з зовнішніми проявами ставлення до оточуючих.

#### Одяг чоловіків
Важливе значення має одяг дипломата. На прийоми, які розпочинаються до 20 години, чоловікам можна одягати костюм будь-якого кольору, але, звичайно, не яскравого. На прийоми, які влаштовуються з нагоди національного свята або на честь (чи від імені) глави держави або уряду, міністра закордонних справ, а також на ті, які розпочинаються після 20 години, рекомендується одягати чорний костюм або костюм темного кольору (темно-синього, темно-сірого, темно-коричневого). Коли одягати смокінг — спеціально зазначається в запрошенні. Одяг повинен бути добре випрасуваним, найкраще одягати свіжий костюм. До костюма, як правило, одягається біла сорочка з неяскравою (і в жодному разі не з чорною) краваткою. Чорна краватка одягається лише на знак жалоби.
Взуття повинно бути, як правило, чорного кольору, класичної форми. В літню пору до світлого костюма можна взувати кольорові туфлі (але в жодному разі не сандалети). Лаковані туфлі одягають лише до смокінга. Взуття повинно бути в ідеальному стані. Шкарпетки повинні бути в тон взуттю. На голову одягається, як правило, капелюх, світлого тону — весною і влітку, і темнішого — восени і взимку, щоб пасував до верхнього одягу. Не рекомендується одягати капелюха чорного кольору.
Хоча форма одягу чоловіків досить консервативна, все ж часом трапляються курйози. Так, на прийом від імені глави держави на честь Президента України Л. Кучми під час офіційного візиту до Республіки Польща в 1996 р. чоловіки запрошувалися у смокінгах. Як виявилось, крім Президента та його найближчого оточення всім іншим членам делегації довелось в терміновому порядку купувати цей необхідний предмет етикету, що, зрештою, в майбутньому стало при нагоді в багатьох подібних випадках.
На королівські прийоми, як правило, вимагається форма одягу «фрак», тоді доводиться брати цей одяг на прокат в спеціальних ательє.

#### Одяг жінок
Дещо складніша справа з одягом для жінок, враховуючи закони мінливої жіночої моди. На прийоми, які розпочинаються до 20 години, одягається коротка або середньої довжини сукня, сукня-костюм або костюм, а на честь національного свята або офіційного візиту одягається елегантна сукня середньої довжини або сукня-костюм.
На прийоми, які розпочинаються о 20 годині і пізніше обов'язково одягаються напівдовгі вечірні сукні, які на 15—20 сантиметрів не сягають підлоги, або довгі — до підлоги. В сучасній практиці найчастіше одягаються напівдовгі сукні.
На прийоми, що розпочинаються до 20 години може одягатися невеликий капелюшок, на вечірні прийоми капелюшок не одягається.
На прийоми до 20 години взуваються туфлі на будь-якому зручному каблуку; після — легкі туфлі на високому каблуку.
До вечірньої сукні без рукавів обов'язкові рукавички, з рукавами — рукавички не одягаються. До цього обов'язкова невеличка вечірня сумка. Для виготовлення одягу на прийоми до 20 години використовується шерсть, шовк, креп; на вечірні сукні — шовк, креп, тафта, муар та інші тканини.
Не рекомендується одягати велику кількість ювелірних прикрас.

### Поведінка під час прийому
Готуючись йти на будь-який прийом, бажано знати склад присутніх, тим більше, якщо прийом відбувається в невеликому товаристві.
При зустрічі молодший дипломат завжди першим вітає старшого. Якщо ви зайшли в приміщення, де вже є багато гостей, то повинні першими привітатись з присутніми. Відходячи — першим прощаєтеся з тими, що залишаються. Вітаючись з чоловіком, необхідно першим подати руку, а з жінкою — лише в тому випадку, коли вона першою це зробить, в іншому випадку можна обмежитися лише поклоном. Останнім часом у нас починає відроджуватися звичай цілувати жінкам руку. Треба поклонитись і піднести руку жінки на якомога ближчу відстань до своїх губ. При поцілунку руки необхідно чітко знати, де, як і коли це доречно.
Перебуваючи у товаристві, чоловік завжди встає, коли до нього наближається жінка. Жінка може розмовляти з чоловіком сидячи, але обов'язково повинна встати, якщо до неї самої підходить інша жінка. Якщо господиня прийому привітала гостя і не сідає, то і гостеві також не слід сідати. При зустрічі гостей рівного службового і суспільного становища першим, звичайно, вітається той, хто краще вихований і ввічливіший. Вітаючись, чоловіки знімають рукавички, жінки — ні.
Не потиснути протягнуту руку — означає образити людину. Обмінюючись рукостисканням, особливо з жінкою, не слід тиснути руку до болю, хоча не можна подавати і «зів'ялу» руку. Вітаючись, не забудьте усміхнутись. Цей акт ні до чого не зобов'язує, але значно зігріє атмосферу зустрічі.
Якщо на прийомі вас нікому представити особі, яка вас цікавить, ви спокійно можете зробити це самі, представившись і вручивши свою візитну картку.

#### Форми звертань
Вживаються, як правило, звертання «пані» або «пан», до кількох чоловіків — «панове», до жінок і чоловіків — «панство». Все частіше у дипломатії входять в ужиток звороти «Ваша Величність», «Ваша Високоповажність», «Ваша Святість», «Ваше Преосвященство».
Дипломатам слід пам'ятати і твердо дотримуватись форм звертання, які характерні для країни перебування, не допускаючи фамільярності, яка нібито зовні й поширена в західному світі. Якщо, скажімо, в Польщі особи високого рангу, спілкуючись, називають один одного просто Ян чи Марек, то це зовсім не означає, що так можемо чинити і ми.
До високих офіційних осіб звертаються не за ім'ям, а за посадою «пан президент», «пан міністр», «пан генерал» (але не за рангом «пан генерал бригади»). «Владика» — звертання до релігійного діяча високого рангу (від митрополита до єпископа), «пан професор», «пан доктор» — до представників наукових кіл. На заході, звертаючись до офіційної особи, її ніби «підвищують» і ніколи не скажуть «віце-прем'єр», «віце-міністр», «підполковник», «посланник», а вживають «прем'єр», «міністр», «полковник», «посол». До жінок варто звертатися на ім'я або за прізвищем чоловіка «пані Іваненкова».
Дуже уважним при звертанні до осіб треба бути в країнах, де шануються шляхетські титули.

### Зовнішній вигляд і звички
- Ніколи не забувайте про свій зовнішній вигляд, охайність і чистоту. Не будьте байдужими до свого туалету, але ці проблеми вирішуйте лише вдома або в місцях, де нема сторонніх. Ніколи не можна зачісуватись, чистити нігті чи поправляти костюм під час прийому, в громадських місцях і навіть на вулиці.
- Не носіть одягу яскравих кольорів чи візерунків. Стримані тони і фасони подобаються всім.
- Не зловживайте прикрасами і коштовностями, особливо це стосується жінок.
- Не кладіть в зовнішні кишені ручки, олівці, окуляри, гребінці та інші предмети.
- Не виходьте на вулицю в нечищеному взутті.
- Не носіть зім'ятого костюма, не випрасуваної сорочки або краватки.
- Не носіть капелюх, насуваючи його на очі або зсуваючи на потилицю.
- Слідкуйте за своєю ходою. Не рухайтесь, перевалюючись, а твердо і прямо, не горблячись, і з гідністю.
- Не жестикулюйте без потреби. Контролюйте свої руки. Не тримайте їх в кишені.
- Не одягайте піжаму чи халат, домашні туфлі ніде, крім власної спальні чи ванної кімнати.
- Не насвистуйте на вулиці чи в інших громадських місцях.
- Не смійтесь надто голосно.
- Не паліть, якщо це неприємно хоча б одному з оточуючих.
- Ніколи не забувайте, що на ваш зовнішній вигляд і на ваші манери звертають увагу оточуючі.

### Візитні картки
В дипломатичній практиці широко застосовують візитівки, які повинні мати всі дипломати посольства, як для безпосереднього, так і для заочного знайомства. За допомогою візитівок можна поздоровити з національним святом чи іншою видатною подією, з днем народження, підвищення на посаді, сімейним торжеством, передати подяку, зав'язати знайомство. З візитною карткою можна передати сувенір, книгу, квіти, висловити співчуття.
Для цього існують міжнародні символи, що набули загального поширення в процесі дипломатичної практики:
- Р.f:—поздоровлення (pour féléciter);
- Р.r. — вираз вдячності (pour remercier);
- Р. с, — вираз співчуття (pour condoléance);
- Р. f. N. А — поздоровлення з Новим роком (pour féléciter avec le Nouvel An);
- p.f.c. pour faire connaissanse (фр.) — вираз задоволення знайомством;
- Р. р. — заочне представлення, замість особистого візиту (pour présenter);
- Р. р. с. — вираз прощання у зв'язку з остаточним від'їздом з країни, коли не наноситься прощальний візит (pour prendre congé);
- praesentatio (лат) — презентація, представлення.

В неофіційних випадках на візитних картках можуть робитися написи (внизу картки, від третьої особи):
- Поздоровляє з національним святом;
- Поздоровляє з Новим роком;
- Дякує за поздоровлення;
- З найкращими побажаннями (при передачі сувеніра або квітів).

Якщо картка передається адресату особисто (без нанесення візиту), то вона загинається справа по всій ширині (в залежності від місцевої практики може загинатися лівий чи правий кут). Грубе порушення етикету — передача загнутої картки через кур'єра чи водія. З ними, але в жодному разі не поштою, можуть посилатися незагнуті картки. Для друку візитівок використовують дорогий папір. Розмір візитівок не регламентований, але найпоширенішим є: для чоловіків — 90×50 мм; для жінок — 80×40 мм. На візитній картці друкується лише ім'я, по батькові і прізвище дипломата (в українській дипломатичній практиці — лише ім'я і прізвище), може даватися науковий ступінь і в правому куті — назва столиці країни перебування. На візитівці часом дають номер службового або навіть домашнього телефонів, хоч це абсолютно не обов'язково. В лівому верхньому куті візитки може друкуватися герб держави. Для зручності користування візитівка друкується рідною мовою дипломата і мовою країни перебування (або англійською). Звертається увага на шрифт друку, розташування тексту, колір тощо.
При отриманні візитівки слід давати відповідь візитними картками протягом 24 годин з часу надходження.

### Словосполучення у протокольній практиці
- VIP - very important person (анг.) — особливо важлива персона.
- laissez passer (фр.) — відкритий лист (документ, що видається міністерством внутрішніх справ або дипломатичним представництвом за кордоном, у якому наявне прохання до своїх митних та прикордонних служб надати усю можливу допомогу власнику «відкритого листа» при його переїзді через кордон країни. «Відкритий лист» видається особі, що користується дипломатичними привілеями, або особі, що є гостем країни, або особливо важливій персоні (VIP). Практично власним «відкритого листа» звільняється від митного огляду, хоча у деяких випадках митні служби можуть провести огляд, якщо є відомості, що ця особа перевозить контрабанду чи предмети, які заборонені до ввезення у цю країну).
- xpr. — ex privileges (анг.) — без привілеїв.
- persona grata (лат.) — бажана особа.
- persona non grata (лат.) — небажана особа.
- letter of advice (англ.) — повідомлення.
- letter of authority (англ.) — письмові уповноваження, довіреність.
- no tie session (анг.) — неформальні переговори («зустріч без краваток») — етикет не допускає під час переговорів знімати піджаки або розпускати вузли краваток, за виключенням випадків, коли це пропонує зробити глава делегації ваших партнерів, даючи зрозуміти, що прийшов час для неформальних переговорів. У таких випадках застосовується вищеназваний термін.
- R.S.V.P. (фр.) — прохання відповісти.
- R.S.V.P. (regrets only) (англ.) — прохання відповісти тільки у випадку неможливості з якихось причин вашої присутності на даному заході.
- p.m. pour mémoire (фр.) — для пам'яті.
- to remind (англ.) — для пам'яті.
- cravate noire (фр.) — дослівно «чорна краватка»; пишеться на запрошенні у тому випадку, коли на прийомі потрібно бути у смокінгу.
- black tie (англ.) — дослівно «чорна краватка», пишеться на запрошенні, коли на прийомі потрібно бути у смокінгу.
- cravate blanche (фр.) — дослівно «біла краватка», пишеться на запрошенні, коли на прийомі потрібно бути у фраку.
- white tie (англ.) — дослівно «біла краватка», пишеться на запрошенні, коли на прийомі потрібно бути у фраку.

## Протокольна служба
Протокольна служба диппредставництва або дипломат, що відповідає за цю ділянку роботи, повинні тримати під постійною увагою заходи в країні перебування, які вимагають протокольного реагування на рівні глави своєї держави, глави уряду, міністра закордонних справ чи посла. Практика свідчить, що увага до важливих подій в країні перебування, відповідне реагування на них, будь це поздоровлення або співчуття, завжди сприймаються позитивно і сприяють зміцненню двосторонніх відносин.
Протокольна служба диппредставництва отримує інформацію і вносить пропозиції щодо рівня участі його керівництва в тому чи іншому протокольному заході. Навряд чи доцільно брати участь у заходах, пов'язаних з загостренням політичної боротьби в країні перебування.
Особливий характер мають протокольні заходи диппредставництва у зв'язку з початком діяльності його нового керівника, про що вже йшлося вище.
Протокольна служба диппредставництва повинна бути організатором контактних заходів свого керівника, вести їх облік, забезпечувати зміст і характер, враховуючи найдрібніші деталі: зустріч і проводи гостей, розсадку і меню, підготовку сувенірів тощо
У разі оголошення жалоби у своїй країні диппредставництво повідомляє про це Міністерство закордонних справ і представництва інших держав, інформує, якщо це передбачається, про відкриття «Книги співчуття» і прийом відвідувачів.
Над приміщенням диппредставництва приспускається державний прапор до половини флагштока, в приміщенні обладнується спеціальна траурна зала, дипломати, одягнуті в чорні костюми з траурною пов'язкою на лівому рукаві, зустрічають і проводжають відвідувачів. В залі може неголосно звучати жалобна музика.
Особлива увага приділяється протокольному забезпеченню візитів глави держави і уряду, спікера парламенту і міністра закордонних справ. За допомогою представництва розробляється і погоджується програма візиту, готуються всі необхідні матеріали з урахуванням конкретної ситуації в країні перебування, особливостей місцевого протоколу.
Особливо уважно і скрупульозно опрацьовуються питання зустрічі і проводів високого гостя, покладання вінків, участі в офіційному обіді, відвідання пам'ятних місць. Під час візитів вищого керівництва, організуються його зустрічі з представниками ділових кіл держави перебування, української діаспори.
Під час офіційного візиту Президента, як правило, передбачається його виступ перед парламентаріями країни перебування.
Головна вимога протоколу — безумовне дотримання часових рамок програми, бо відступ від неї може мати негативні наслідки і зіпсувати атмосферу візиту. Не можна допускати і експромту в програмі, що також може обернутися неочікуваними наслідками.
Отже, чим активніші двосторонні контакти на різному рівні, тим більше роботи протокольній службі диппредставництва і тим більша її відповідальність за досягнення бажаних результатів візиту.

## Дипломатичне листування
Дипломатичне листування — одна з консервативних сфер дипломатичної практики, а тому передбачає дотримання низки традиційних правил дипломатичного протоколу (компліментарність, форми ввічливості, мова). Ці правила вироблені протягом тисячоліть, і вільний відступ від цих архаїчних форм може призвести до небажаних наслідків, навіть до загострення відносин.
Підготовку дипломатичних документів, дипломатичне листування можна поділити на два основні блоки — офіційне та особисте дипломатичне листування з представниками іноземних держав та внутрішньовідомче листування з МЗС та іншими державними й громадськими організаціями своєї країни.
Отже, документи зовнішньодипломатичного листування — це особисті (підписні) ноти, вербальні ноти, приватні листи напівофіційного характеру, пам'ятні записки, меморандуми, заяви.
Дипломатичне листування є надзвичайно важливим аспектом багатогранної повсякденної дипломатичної практики. Як одна із складових дипломатичної роботи, що розкриває сутність останньої, воно вимагає від виконавця високої майстерності, фахового досвіду, бездоганного знання специфіки виконуваної справи.
При підготовці будь-якого дипломатичного документа необхідне добре знання питання, про яке йдеться в документі: його історії, стану проблеми на момент складання документа, юридичних, зовнішньополітичних аспектів проблеми.
Дипломатичне листування є досить консервативною сферою дипломатичної практики, тому, як правило, воно передбачає дотримання традиційних правил дипломатичного протоколу. Вироблені протягом тривалого історичного часу, ці правила є загальноприйнятими в міжнародній дипломатичній діяльності і їх слід розглядати як обов'язкові для використання. Порушення правил ведення дипломатичного листування може призвести до загострення стосунків між сторонами.
На думку відомого британського спеціаліста в галузі дипломатичного протоколу Рональда Барстона, існує чотири основних види документів для ведення дипломатичного листування. Це — ноти, листи, меморандуми та пам'ятні записки. Такий підхід фактично збігається з точкою зору російських знавців дипломатичного протоколу Ф. Ф. Молочкова та А. П. Борункова.
Надзвичайно суттєвим компонентом дипломатичного листування є мова, якою складаються дипломатичні документи. Формально міністерство закордонних справ та посольство мають право вести дипломатичне листування мовою своєї країни. Проте, це може спричинити труднощі для адресата з перекладом і, таким чином, загальмувати чи навіть зашкодити вирішенню порушуваного в дипломатичному документі питання. Щоб уникнути такої ситуації, можливе застосування двох загальновідомих варіантів: по-перше, за домовленістю із міністерством закордонних справ або посольством дипломатичне листування може вестися будь-якою третьою мовою, наприклад англійською чи французькою; по-друге, дипломатичне листування може здійснюватися мовою своєї країни, з додаванням до кожного документа його неофіційного перекладу. Ведення посольством дипломатичного листування мовою країни перебування, звичайно, не можна розглядати як помилку. Проте посольству необхідно виявляти обережність у тих випадках, коли в країні перебування існує не одна, а кілька офіційних мов (Канада, Бельгія, Швейцарія, Індія, Нігерія тощо). Ведення листування лише однією із цих мов може в певних політичних ситуаціях призвести до ускладнень у взаємовідносинах між країнами.
Дипломатична документація держав є досить різноманітною. Значну частину її становлять документи, що мають виключно відомчий характер. Окрему категорію становлять дипломатичні документи, за допомогою яких здійснюються офіційні зносини між державами і в яких викладається їхня позиція з тих чи інших питань міжнародного життя. Частина таких документів з тих чи інших причин має конфіденційний характер (у дипломатичній практиці зустрічаються навіть «усні послання» та «усні заяви», тексти яких зачитуються, але не передаються адресату).
Значна кількість дипломатичних документів не публікується взагалі з огляду на малозначущість питань, які в них порушуються.
Проте переважна більшість дипломатичних документів, особливо тих, що стосуються важливих питань міжнародного життя, обов'язково оприлюднюються в засобах масової інформації, і саме за ними можна оцінювати пріоритети і головні напрями зовнішньої політики тієї чи іншої країни.
Крім дипломатичного листування, важливими формами дипломатичної діяльності держав є: участь у міжнародних конгресах, конференціях та нарадах, тобто в періодичних зустрічах представників держав на різних рівнях; підготовка і підписання міжнародних договорів та угод — багатосторонніх чи двосторонніх, які регламентують найрізноманітніші питання міжнародних відносин; постійне представництво держави за кордоном, що здійснюється її посольствами і місіями, ведення ними політичних та інших переговорів із дипломатичним відомством країни перебування; участь представників держави в діяльності міжнародних організацій — універсальних та регіональних; висвітлення у ЗМІ позиції уряду з тих чи інших зовнішньополітичних питань, публікація офіційної інформації, офіційне видання міжнародних актів та документів.